# William Cartwright (Dramatiker)

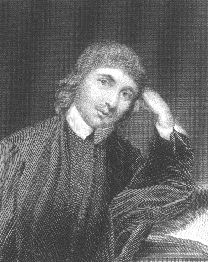
William Cartwright

William Cartwright (* 1. September 1611 in Northway, Gloucestershire; † 29. November 1643 in Oxford) war ein englischer Dramatiker und Dichter, der zu den Cavalier poets gezählt wird.
Cartwright besuchte die Westminster School und studierte in Oxford, wo er 1632 am Christ Church College seinen Bachelor of Arts und 1653 seinen Magister artium erhielt. Er wurde Reader für Metaphysik an der Universität Oxford und war dort ein beliebter Prediger. 1642 wurde er Succentor an der Kathedrale von Salisbury und war im Bürgerkrieg 1642 im Kriegsrat in Oxford auf Seiten der Royalisten, die dort ihr Hauptquartier hatten. Im Jahr seines Todes an einem Fieber wurde er Junior Proctor an der Universität. Er liegt in der Christ Church Cathedral begraben.
1651 erschien eine Sammlung seiner Gedichte. Einige wurden von Henry Lawes vertont, ebenso wie sein Drama The Royal Slave, das 1636 vor dem König mit Studenten des Christ Church College aufgeführt wurde. Er galt als einer der Sons of Ben, die dem dramatischen Stil von Ben Jonson folgten. Insbesondere war dies in seiner Komödie The Ordinary (um 1635) der Fall. Weitere seiner Theaterstücke waren The lady errant und The siege.